# جینگ شینگجی
جینگ شینگجی (انگلیسی: Jingxingji) به چینی (经行记)، رکورد سفرها کتاب سفری بود که اکنون گم شده توسط دو هوان اندکی پس از بازگشت وی به چین در سال ۷۶۲ از زمان خلافت عباسی نوشته شده است. فقط حدود ۱۵۱۱ کلمه از آن حفظ شده است. کتاب تونگ دیئن حدود سیزده کشور اصلی را ثبت کرد و بعداً یک کتاب جداگانه توسط وانگ گووی با عنوان Guxingji منتشر شد. جیائولو از این منبع می‌تواند نقل قول‌های موازی دیگر را نیز از کتاب‌های امپراتوری دوران تایپینگ، تایپینگ هوانیوجی، تونگژی و تونگکائو بیابد.